# Tarajosvelcsőc
Tarajosvelcsőc (szlovákul Chocholná–Velčice) község Szlovákiában, a Trencséni kerületben, a Trencséni járásban. Kis- és Nagytarajos, valamint Velcsőc községek egyesítésével jött létre.

## Fekvése
Trencséntől 5 km-re délnyugatra, a Vág jobb oldalán található.

## Története
Nagytarajos területén a bronzkorban a lausitzi kultúra települése állt. Név szerint 1481-ben „Naghoholna” alakban említik először.
Kistarajost 1396-ban „Kys Chocholna” alakban említik először.
Velcsőcöt 1345-ben „Welchycz” alakban említik először.
A trianoni békéig mindhárom falu Trencsén vármegye Trencséni járásához tartozott.
Kis- és Nagytarajost 1943-ban egyesítették. 1960-ban Tarajoshoz csatolták Velcsőcöt.

## Népessége
| Év:            | 1994. | 2004.   | 2014.   | 2024.   |
| -------------- | ----- | ------- | ------- | ------- |
| Emberek száma: | 1603  | 1695    | 1701    | 1666    |
| Eltérés:       |       | +5,73 % | +0,35 % | -2,05 % |

| Év:            | 2023. | 2024.   |
| -------------- | ----- | ------- |
| Emberek száma: | 1672  | 1666    |
| Eltérés:       |       | -0,35 % |

1910-ben Kistarajosnak 293, Nagytarajosnak 867, Velcsőcnek 372, túlnyomórészt szlovák lakosa volt.
2001-ben 1639 lakosából 1613 szlovák volt.
2011-ben 1693 lakosából 1625 szlovák volt.

## Nevezetességei
- A temetőben álló harangláb a 19. század első felében épült.

## Külső hivatkozások
- E-obce.sk Archiválva 2009. augusztus 16-i dátummal a Wayback Machine-ben
- Községinfó
- A község Szlovákia térképén

## Lásd még
- Kistarajos
- Nagytarajos
- Velcsőc